# Le Tao de Steve
Pour plus de détails, voir Fiche technique et Distribution.
Le Tao de Steve (The Tao of Steve) est un film américain réalisé par Jenniphr Goodman, sorti en 2000.

## Synopsis
En s'inspirant des grands philosophes, un groupe d'amis étudiants, mené par Dex, élabore une théorie de drague. Mais dix ans plus tard, Dex, devenu instituteur en maternelle, est toujours célibataire.

## Fiche technique
- Titre : Le Tao de Steve
- Titre original : The Tao of Steve
- Réalisation : Jenniphr Goodman
- Scénario : Duncan North, Greer Goodman et Jenniphr Goodman
- Musique : Joe Delia
- Photographie : Teodoro Maniaci (en)
- Montage : Sarah Gartner
- Production : Anthony Bregman
- Société de production : Good Machine et Thunderhead Productions
- Pays :  États-Unis
- Genre : Comédie dramatique et romance
- Durée : 87 minutes
- Dates de sortie : 
  -  États-Unis : 1er septembre 2000
  -  France : 28 mars 2001

## Distribution
- Donal Logue : Dex
- Ayelet Kaznelson : Beth
- John Hines : Ed
- John Harrington Bland : le prêtre
- Nina Jaroslaw : Maggie
- David Aaron Baker : Rick
- Dana Goodman : Julie
- Greer Goodman : Syd
- Matthew Hotsinpiller : Jeremy
- Sue Cremin : Jill
- Roxanne De Mien : Sarah
- Jessica Bohan : Diane
- Michael Selby : Chris
- Craig D. Lafayette : Matt
- James 'Kimo' Wills : Dave
- Tristan Bennett : Tris
- Duncan North : Duncan
- Zak Garcia : Zak
- Cira Sandoval : Vanessa
- Shane Hamashige : Corey
- Jeannie Bauder : la secrétaire
- Nicholas Ballas : le médecin
- Malaika Amon : la copine de Kinko
- Garland Hunter : Kelly

## Accueil
Le film a reçu un accueil favorable de la critique. Il obtient un score moyen de 70 % sur Metacritic.